# 趙麗如
趙麗如（英語：Bonnie Chiu Lai Yu，1972年3月24日—），香港浸會大學傳理學院新聞系副系主任，前無綫新聞主播。

## 生活
趙麗如2007年初為人母，因女兒面上的胎記，令兩母女飽受白眼，被斥責前世做錯事，今世報應在女兒身上。4年後，胎記終成功脫走，但這段經歷提醒了她生命的意義，絕非在外表上。
她婚後退下火線，離開新聞工作崗位做個賢妻良母。12年前，她迎接首個女兒出世，但剖腹生產的一刻，發現女兒左眼下的面頰有胎記，清楚呈現了幾條血管，交織成兩個五元硬幣大的紅色胎記，後來證實是「砵酒痣」
。

## 簡歷
趙麗如早前曾在香港電台短時間擔任實習記者,其後轉至亞洲電視做主播，其後有線電視開幕，她成為有線電視第一代主播，然後其再轉到無綫電視做記者及新聞主播，曾主持《午間新聞》、《六點半新聞報道》、《晚間新聞》此外，她曾在紐約的聯合國總部的聯合國電台當實習生，以及在英國完成碩士課程後，回到香港其中一間頂尖律師行任見習律師。亦是獲香港高等法院認可的事務律師。2010年開始為香港浸會大學傳理學院新聞系副系主任。

## 學歷
- 香港浸會大學傳理學院傳理學（榮譽）社會科學學士（主修公關及廣告）
- 英國布里斯托大學法律文學碩士
- 香港城市大學法學專業證書

## 新聞節目
- 《午間新聞》、《六點半新聞報道》、《晚間新聞》
- 1997年：颱風維克托《風暴消息》
- 2001年：911事件《特別新聞報道》
- 2003年：伊拉克之戰 拍擋：李燦榮